# ألين كيم
ألين كيم (هانغل: 김기범) هو مغني كوري جنوبي، ولد في 29 ديسمبر 1990.

## وصلات خارجية
- الموقع الرسمي
- ألين كيم على موقع ميوزك برينز (الإنجليزية)